# Arrondissement Bastogne
Arrondissement Bastogne (francouzsky: Arrondissement de Bastogne; nizozemsky: Arrondissement Bastenaken) je jeden z pěti arrondissementů (okresů) v provincii Lucemburk v Belgii.
Obce Gouvy, Houffalize a Vielsalm náleží k soudnímu okresu Marche-en-Famenne a zbylých pět obcí patří k soudnímu okresu Neufchâteau.

## Obyvatelstvo
Počet obyvatel k 1. lednu 2017 činil 47 844 obyvatel. Rozloha okresu činí 1043,00 km².

## Obce
Okres Bastogne sestává z těchto obcí:
- Bastogne
- Bertogne
- Fauvillers
- Gouvy
- Houffalize
- Sainte-Ode
- Vaux-sur-Sûre
- Vielsalm